# 保普
保普，是匈牙利索博尔奇-索特马尔-贝拉格州所辖的一个村。总面积17.15平方公里，总人口1813，人口密度105.7人/平方公里（2011年1月1日）。